# OSTbeta
OSTbeta‏ (Solute carrier family 51 beta subunit) هوَ بروتين يُشَفر بواسطة جين OSTbeta في الإنسان.